# リン・シーモア
リン・シーモア（Lynn Seymour、1939年3月8日 - 2023年3月7日）は、カナダ生まれの元バレエダンサー・振付家である。

## 初期の活動
出生名ベルタ・リン・スプリングベット（Berta Lynn Springbett）として、アルバータ州ウェインライトで生まれ、ブリティッシュコロンビア州バンクーバーでバレエを学んだ。
1953年にフレデリック・アシュトンのオーディションを受け、ロンドンのサドラーズ・ウェルズ・バレエ学校（現在のロイヤル・バレエ学校）のスカラシップを得た。同窓にはアントワネット・シブリーとマルシア・ハイデがいた。
1956年にコヴェント・ガーデン・オペラ・バレエ団に入団し、1957年にロイヤル・バレエ団ツーリング・カンパニー（現在のバーミンガム・ロイヤル・バレエ団）に移籍した。さらにその1年後にはメイン・カンパニーであるロイヤル・バレエ団のソリストとなり、1959年にはプリンシパルに昇格した。
ケネス・マクミランの『The Burrow』（1958年）で初の初演キャストに抜擢される。以降、多数のケネス・マクミラン作品で初演キャストを務めることになる。叙情を湛えたテクニック、型破りなスタイル、極めて強烈な演劇性は、1960年の『招待』の少女役や『妖精の接吻』の婚約者役など、マクミランがシーモアに与えた幅広い役柄を通してさらに磨かれていった。
古典作品でも1958年のオーストラリア・ツアーで『白鳥の湖』のオデット/オディール、1960年には『ジゼル』のジゼル、『眠れる森の美女』のオーロラ姫など主役を張った。1961年のアシュトンのコメディ・バレエ『二羽の鳩』では少女役を演じたが、後に有名となるクリストファー・ゲイブルとのパートナーシップはこのときに始まる。

## 国際的な名声と振付
1965年のマクミラン版『ロメオとジュリエット』はジュリエット役にシーモア、ロメオ役にクリストファー・ゲイブルを据えて振り付けられたものの、興行上の理由で初演はマーゴ・フォンテインとルドルフ・ヌレエフが演じた。とはいえ、リン・シーモアは同世代におけるトップ・ダンサーの地位を確立した。
意に染まぬ配役差し替えに失望したマクミランはロイヤル・バレエ団を去ることを決意し、シーモアを伴ってベルリン・オペラ・バレエに移籍した。シーモアは同団で1966年から1969年までプリマ・バレリーナを務め、『Concerto』を初演した他、マクミランの一幕版『アナスタシア』（1967年）でアンナ・アンダーソン役を演じた。
シーモアはロンドン・フェスティバル・バレエ、ロンドン・コンテンポラリー・ダンス・シアター、カナダ国立バレエ団、アルビン・エイリー・アメリカン・ダンス・シアター、アメリカン・バレエ・シアターなど、多数のバレエ団に客演した。アントニー・チューダーやジェローム・ロビンズ、ラール・ルボヴィチやローラン・プティといったさまざまな振付家と仕事を共にし、時にはルドルフ・ヌレエフとパートナーを組んだ （『ラ・シルフィード』、『ライモンダ』など）。また、ヌレエフとともに、デンマークのダンス指導者スタンリー・ウィリアムズの教授を受けて技術に磨きをかけた。
1971年から1978年にかけて、ゲスト・アーティストとしてロイヤル・バレエ団に復帰し、1971年には三幕版『アナスタシア』のアナスタシア役、1978年には『うたかたの恋』のマリー・ヴェッツェラ役（ルドルフ皇太子役はデヴィッド・ウォール）など、マクミランの新作で主役を演じた。また、アシュトンはシーモアのためにソロ作品『Five Brahms waltzes in the manner of Isadora Duncan』（1975年）を振り付けた他、1976年には『A Month in the Country』でナターリア・ペトロヴナ役（パートナーのベリャーエフ役はアンソニー・ダウエル）を充てた。
シーモアは振付家としても活動し 、1973年に最初の作品『Night Ride』をロイヤル・バレエ団振付グループのために制作している（音楽：マイケル・フィニスィー）。その他、ロイヤル・バレエ団振付グループのために『Gladly, Sadly, Badly, Madly』（1975年、音楽：カール・デイヴィス）、ガリーナ・サムソワのために『Intimate Letters』（1978年、音楽：レオシュ・ヤナーチェク）、ランバート・ダンス・カンパニーのために『Wolfie』（1987年、音楽：モーツァルト）、サドラーズ・ウェルズ・ロイヤル・バレエ団のために『Bastet』（1988年、音楽：マイケル・バークレー）を振り付けている。

## 芸術監督とその後
1978年から1980年にかけて、ミュンヘンのバイエルン国立バレエで芸術監督を務め、当時新進の振付家であったウィリアム・フォーサイスを招いている。その後一時的にロイヤル・バレエ団に戻ったが1981年に引退、その後は時折後進の指導にあたった。
1989年にはイングリッシュ・ナショナル・バレエ団のペーター・シャウフスの招待に応じて、ロンドンでのジョン・クランコの『オネーギン』の公演でタチアナ役を踊るために現役復帰、ニューヨークではマクミランの『アナスタシア』でアナスタシア役を務めた。
ハーバート・ロス監督の映画『Dancers』（1987年）にミハイル・バリシニコフとともに出演したほか、1993年にはデレク・ジャーマン監督の『ウィトゲンシュタイン』にバレエ・リュスのリディア・ロポコワ役で出演した。また、さまざまな舞台にカメオ出演しており、1987年にはジリアン・リンのバレエ『A Simple Man』でノーザン・バレエ団、1993年には『Escape at Sea』でセカンド・ストライドと共演。マシュー・ボーン率いるバレエ団 Adventures in Motion Pictures とは1996年にマシュー・ボーン版『白鳥の湖』で共演し、翌1997年には再び同団の『シンデレラ』に継母役で出演した。
2006年から2007年にはアテネでギリシャ国立バレエ団の芸術監督を務めた。
1976年に大英帝国勲章コマンダー章（CBE）を受勲し、翌年にはイブニング・スタンダード・ドラマ賞を受賞した。ロイヤル・バレエ学校には、シーモアに敬意を表して「表現力豊かなダンスのためのリン・シーモア賞（Lynn Seymour Award for Expressive Dance）」が設けられており、毎年授与されている。

## 私生活
シーモアは3回結婚し、3人の子供を儲けた。ポーランドのダンサーとの間に婚外子2人（双子の男子）と、2番目の夫との間に息子1人がいる。
2023年3月7日、84歳の誕生日の1日前に死去。83歳没。